# MBC 금요 드라마
MBC 금요 드라마는 대한민국의 문화방송에서 매주 금요일에 방송되었던 TV 드라마 작품이다.

## 작품 리스트
|  | - 아래의 텔레비전 드라마 중 2002년 11월 이후에 시청 가능 연령을 표시하는 드라마 등급 제도를 의무적으로 시행하고 있습니다. - 2017년 3월 1일부터 TV 프로그램 등급 표시 외에 주제, 폭력성, 선정성, 언어, 모방 위험 등 분류 사유 표시를 의무적으로 시행하고 있습니다. |

### 1969년 개국 이후
- 《나그네》 : 1969년 8월 17일 ~ 1969년 11월 14일
- 《계절풍》 : 1986년 11월 21일 ~ 1970년 1월 23일

### 1970년대
- 《그머슴애》 : 1970년 1월 30일 ~ 1970년 4월 24일
- 《서울의 하늘길》 : 1970년 5월 1일 ~ 1970년 5월 29일
- 《수사반장》 : 1971년 10월 29일 ~ 1972년 9월 29일
- 《막내며느리》 : 1978년 7월 28일 ~ 1979년 1월 19일
- 《사랑의 계절》 : 1979년 1월 26일 ~ 1980년 8월 22일

### 1980년대
- 《한강》 : 1981년 2월 6일 ~ 1981년 3월 13일
- 《113 수사본부》 : 1981년 3월 20일 ~ 1983년 6월 17일
- 《뿌리깊은 나무》 : 1983년 7월 8일 ~ 1983년 10월 28일
- 《3840 유격대》 : 1983년 8월 5일 ~ 1984년 4월 6일
- 《햇빛사냥》 : 1984년 4월 13일 ~ 1984년 10월 19일
- 《당신》 : 1984년 10월 26일 ~ 1985년 4월 26일, 1985년 11월 1일 ~ 1986년 4월 25일 - 단막극
- 《아빠 우리아빠》 : 1985년 7월 19일 ~ 1986년 4월 25일
- 《갯마을》 : 1986년 5월 2일 ~ 1987년 2월 27일
- 《금요극장》 : 1987년 4월 10일 ~ 1987년 10월 9일 - 단막극
- 《푸른계절》 : 1989년 4월 21일 ~ 1989년 10월 20일
- 《서울 시나위》 : 1989년 11월 3일 ~ 1990년 4월 27일

### 1990년대
- 《우리들의 천국》 : 1990년 10월 26일 ~ 1994년 4월 8일
- 《매혹》 : 1992년 11월 13일 ~ 1993년 2월 5일
- 《베스트극장》 : 1993년 2월 5일 ~ 2005년 4월 8일 - 단막극
- 《종합병원》 : 1995년 10월 27일 ~ 1996년 1월 12일
- 《강력반》 : 1996년 10월 25일 ~ 1997년 2월 28일
- 《간이역》 : 1997년 3월 7일 ~ 1997년 10월 10일
- 《나》 : 1997년 10월 24일
- 《레디 고!》 : 1997년 11월 7일 ~ 1997년 12월 26일
- 《육남매》 : 1998년 4월 17일 ~ 1999년 12월 17일

### 2000년대
- 《깁스가족》 : 2000년 1월 7일 ~ 2000년 5월 12일
- 《우리집》 : 2001년 11월 9일 ~ 2002년 3월 29일

### 2010년대
- 《보그맘》 : 2017년 9월 15일 ~ 2017년 12월 1일
- 《연애미수》 : 2019년 11월 1일 ~ 2019년 11월 29일 - 자정 넘은 다음날 + 유튜브

### 2020년대
- 《엑스엑스》 : 2020년 1월 24일 ~ 2020년 2월 21일 - 자정 넘은 다음날 + 유튜브
- 《시네마틱드라마 SF8》 : 2020년 8월 14일 ~ 2020년 10월 9일 - 단막극

## 같이 보기
- MBC 금토 드라마
- MBC 목금 드라마